# Comuna Tereblecea, Adâncata
Tereblecea (în ucraineană Тереблече, transliterat: Tereblece) este o comună în raionul Adâncata, regiunea Cernăuți, Ucraina, formată din satele Gărbăuți și Tereblecea (reședința).

## Demografie
Componența lingvistică a comunei Tereblecea
     Română (61,89%)
     Ucraineană (34,29%)
     Polonă (3,25%)
     Alte limbi (0,58%)
Conform recensământului din 2001, majoritatea populației comunei Tereblecea era vorbitoare de română (61,89%), existând în minoritate și vorbitori de ucraineană (34,29%) și polonă (3,25%).